# 物部長穂
物部 長穂（もののべ ながほ、1888年6月19日 - 1941年9月9日）は日本の土木学者。工学博士。日本の水理学、土木耐震学の第一人者。

## 人物
秋田県出身。出羽物部氏の家系である唐松神社の生まれで、弟に帝国陸軍中将の物部長鉾がいる。
大正時代から昭和初期に掛けて土木工学の第一人者として当時の日本に多大な影響を与えたが、特に影響を与えたのは河川工学・ダム工学である。ダムの耐震構造に関する基礎を形成し（これを初めて採用したのが庄川水系の小牧ダム）、バットレスダムや重力式コンクリートダムの工法理論を構築した。そして最も影響を与えたのは河川開発であり、彼の発案した「河水統制計画」論は以後の河川開発に革命をもたらし、河川総合開発事業とその根幹である多目的ダムは彼の案より実現された。
現在の河川法や水資源開発促進法、特定多目的ダム法などの河川関連法規、第四次発電水力調査以降の水力電源開発計画は「水系一貫開発」が基本であるが、そこには物部の思想が底流に存在し、現在に至るまで河川総合開発の基本として影響を与えている。

## 生涯
第二高等学校 (旧制)を経て、1911年、東京帝国大学工科大学土木工学科を首席で卒業後、鉄道院の技師となり信濃川鉄道橋の設計にあたる。
内務省土木局第一技術課の技師となった後、勤務の傍ら、東京帝国大学理科大学に再編入し、理論物理学を学び、理学士の称を取る。
その後は、内務省技師の傍ら、東京帝国大学の助教授に就く。
1919年6月、『土木学会雑誌』5巻3号に「搭状構造物の振動並びにその耐震性に就て」を発表した。
1923年に発生した関東大震災の震災状況を詳細に調査した結果を基に、1924年に「構造物の振動並びに其の耐震性に就いて」の論文を発表、1925年に従来の耐震工学の根本を転換する研究結果として高く評価され、帝国学士院より恩賜賞を授与された。また、同年発表した「貯水用重力堰堤の特性並びに其の合理的設計法」により多目的ダム論を提唱。これは重力式ダム設計の基礎となり今日に引き継がれている。
1926年には、第三代目内務省土木試験所所長に勅任。河川総合開発事業を発案、1933年に、長年の研究を集大成である「水理学」（岩波書店）、「土木耐震学」（常盤書房）を発刊した。
1936年に東京帝国大学教授を勇退し、1941年9月9日に53歳で逝去。従三位・勲三等を授与される。

## 人柄
- 勉強法は抜書きで、5ミリ四方の方眼紙に細かく書いた。万年筆で書くのには太いので、しょっちゅう砥石でペン先を研いでいた。
- 秋田弁が抜けず、どんなに注意しても原稿に混じってしまうため、校正に苦労した。
- 愛酒家の多い秋田県出身者としては珍しく酒が飲めない為、酒の席にはほとんど出なかった。代わりに大の甘党、喫煙家、コーヒー党で、客にはお汁粉やコーヒーを振舞った。
- 食事は余計なカロリーを取らない為に、一時間かけた。
- 職場での指導は、細かい点までやかましく、大変厳しかったが、兼任していた大学の学生に対しては「さん」づけで呼び、友人として対等に接した。
- 水理学を出版する際に、出版社が定価20円で出版する予定だったのを、「若い学生や研究者には高すぎる」と出版社と再三交渉し、5円50銭に下げさせた。

## 親族
- 父・物部長元は唐松神社宮司。物部氏は同神社の社司を代々務めた家系。
- 妻元子は元法制局長官尾崎三良男爵の娘で、妻の長兄に陶磁器研究家の尾崎洵盛男爵。
- 政治運動家のもののべながおき（物部長興）は長男。
- 陸軍中将物部長鉾や、 唐松神社名誉宮司物部長照は弟[2]。

## 交友があった人物
- 木村誠治 （秋田県出身。ドイツ文学者）
- 石井漠 （秋田県出身。舞踊家）
- 桜井錠二（化学者）
- 田中館愛橘（物理学者）
- 長岡半太郎（物理学者）
- 寺田寅彦（物理学者）